# Bas Kosters
Bas Kosters (Zutphen, 5 juni 1977) is een Nederlandse kunstenaar en ontwerper die bekendstaat om zijn kleurrijke, maatschappelijk betrokken en persoonlijke werk waarbij veel gebruik wordt gemaakt van uitbundige figuren, karakters, erotiek en teksten. Oorspronkelijk afgestudeerd als modeontwerper heeft hij zich altijd heel vrij door het creatieve veld bewogen. Sinds 2017 richt hij zich voornamelijk op het maken van autonoom werk. Zijn verhalen komen tot uiting in wandkleden, poppen, decors, kostuums, glasobjecten, installaties, tekeningen en schilderingen. Daarnaast wordt hij vaak als kunstenaar of ontwerper gevraagd door commerciële bedrijven en non-profit organisaties om vanuit zijn creatieve visie, dessins, of producten te ontwerpen, of unieke kunstwerken te maken.

## Biografie
Bas Kosters is geboren en opgegroeid in Zutphen. Hij volgde de MBO-opleiding Fashion aan het Rijn IJssel College in Arnhem waar hij in 1997 afstudeerde. Vervolgens studeerde hij af als fashion designer in 2001 aan de AKI Academy of Fine Arts in Enschede, In 2002 volgde hij de master-opleiding Fashion Institute Arnhem, hij studeerde af met de collectie ‘Two Teacups and a Frying Pan’, met deze collectie won hij de Robijn fashion award. In 2005 richtte hij in Amsterdam de Bas Kosters Studio op. Tot 2017 maakte hij hier onder andere modecollecties waarbij de modeshows een kunstmanifestatie op zich waren. Na zijn laatste collectie “Dear Sir/Madam; HOPE” uit 2018 richt hij zich voornamelijk op autonome kunst en artistieke opdrachten. Af en toe schrijft zijn broer Wibo, een voormalig stadsdichter van Deventer, bij zijn werk, of tekent Bas bij het werk van Wibo.

## Werk
Bas Kosters‘ werk valt niet in een hokje te plaatsten. Hij werkt met verschillende media- en uitingsvormen. In 2004 ontwierp Bas Kosters een kinderwagen voor Bugaboo, een samenwerking die in 2011 herhaald werd. Samen met Bugaboo brengt hij zijn eerste boek uit “A Gift” waarin tekeningen en fotografie verenigd worden rondom hun bijzondere samenwerking. Sinds 2006 brengt hij mode collecties uit die hij presenteerde bij de Amsterdam Fashion Week, maar ook tijdens de London Fashion Week, zoals zijn collecties Clowns Are People Too en The Munchies. Kosters organiseert daarnaast als "tegenhanger van de ‘glamoureuze’ Amsterdam Fashion Week" zijn eigen ‘Anti fashion party’. In 2011 ontwikkelt hij een ondergoedcollectie voor winkelketen Zeeman: Bas voor Zeeman. In 2012 baart Kosters opzien met de 'penisbroek', een legging met een print van penissen. De broek met de naam 'Is that a cock or your legs' was onderdeel van de collectie That puts the ‘U’ in Ugly. In 2016 toont Museum Arnhem een overzichtstentoonstelling van zijn werk ‘I want it to be soft’ waarbij een tweede boek uitgegeven wordt onder dezelfde naam. Bas Kosters heeft een grote fascinatie voor poppen. Zijn leven lang maakt hij kunstpoppen die verschillende emoties, levensfases en karakters verbeelden. In samenwerking met Mattel heeft hij een outfit voor Barbie ontworpen, alsmede een levensgrote Barbie-jurk, met afbeeldingen van zijn favoriete barbies. In 2018 werd in Beeld en Geluid de Mies Bouwman Totempaal onthuld waarbij een kunstwerk van Kosters de top van totempaal was.. Na het overlijden van zijn vader in 2015 Hans Kosters, lokaal politicus van de SP, maakte hij een wandkleed geheel vervaardigd van de garderobe van zijn overleden vader; ‘Love is all alone’. In 2017 start hij een groots tekenproject bestaande uit 100 tekeningen naar de beeltenis van Michael Jackson van een stickerboekje uit de jaren 80. De 100 tekeningen werden tentoongesteld in Tokyo in 2019. In 2022 verschijnen deze tekeningen in zijn boek ‘100MJ’. In 2022 speelde de theaterproductie ‘De grote kunstshow met Bas Kosters’ in de Nederlandse theaters. Een voorstelling geïnspireerd door, en volledig geweid aan zijn werk.

## Exposities
- ‘The Dutch atelier’ Atelier Kondakji Milaan, 2022.
- ‘Come alive’, Utrecht, 2022.
- ‘Art is where the heart is’ Droog design Amsterdam, 2022.
- ‘Fopglas’ Nationaal Glasmuseum Leerdam, 2022.
- ‘Op de leest van Jan Jansen’ Museum JAN, Amstelveen 2021.
- ‘Youthquake’ Kunsthal Rotterdam, 2021.
- ‘Burst, a spiritual art awakening’ Neus Art Platform, Nijmegen 2021.
- ‘Outsiderwear festival’ Galerie Fleur & Wouter, Amsterdam 2021.
- ‘Great in small’ World Art Delft, Delft 2021.
- ‘WILD’ Galerie Fleur & Wouter, Amsterdam 2021.
- ‘OSCAM 2 YRS: Retrospective’ OSCAM, Amsterdam 2020.
- ‘Maak plaats voor Mondkapjes’ Tropenmuseum, Amsterdam 2020.
- ‘Bier - Amsterdam stad van Bier en Brouwers” Amsterdam Museum, Amsterdam 2020.
- ‘Queer Currents – Such Delicate Tenderness’ Mediamatic, Amsterdam 2020.
- ‘Mode in Kleur’ Kunstmuseum, Den Haag 2020.
- ‘I am Dream, Redream your City’ KOCHXBOS, Amsterdam 2020.
- ‘Refresh Amsterdam’ Amsterdam Museum, Amsterdam 2020.
- ‘Such Delicate Tenderness’ Tom of Finland Foundation, Los Angeles 2019.
- ‘Body Control’ Museum Arnhem, Arnhem 2019.
- ‘Looking for map of magic place’ Ultra Super new Gallery, Tokyo 2019.
- ‘My International face’ Terrada Art complex, Tokyo 2019.
- ‘Fashion Statements’ Amsterdam Museum, Amsterdam 2019.
- ‘Cherry late spring show’ Kersgallery, Amsterdam 2019.
- ‘Wolzak & Kosters Serious international busyness’ Museum Rijswijk, Rijswijk 2019.
- ‘Wavelength: RESET Exhibition’ Shanghai 2018.
- ‘Contemporary fashion’ Klederdracht museum, Amsterdam 2018.
- ‘Oscam X Bas Kosters : ‘Tranen zijn de glitters van het leven’ Oscam, Amsterdam 2018.
- ‘Jan Jansen Shoe Treasures’ The View, Amsterdam 2017.
- ‘Reflection – A fashion expo by Jean-Paul Lespagnard’ Mode en Kant Museum, Brussel 2017.
- ‘Bas Kosters installation’ Glasrijk Glas Exhibition, Tubbergen 2017.
- ‘Kapitalist’ Installation Museum Arnhem, Arnhem 2017.
- ‘The World Is Your Dressing Up Box’ The National Centre for Craft & Design, Sleaford 2017.
- ‘Gaycentration’ Dudok, Arnhem 2017.
- ‘Come Along And Dream With Me’ Sis Josip Galerie, Den Haag 2017.
- ‘Ispirazione’ Glasmuseum, Leerdam 2016.
- ‘Chamber Of Internationally Sensitive Matters’ Rademakers Gallery, Amsterdam 2016.
- ‘I Want It To Be Soft’ Museum Arnhem, Arnhem 2016.
- ‘NSFW’ Xbank, Amsterdam 2016.
- ‘Ode aan de Nederlandse mode’ Gemeentemuseum, Den Haag 2015.
- ‘NACHT’ ArtDeli, Amsterdam 2015.
- ‘Breien!’ Fries Museum, Leeuwarden 2015.
- ‘Wow, that is so sensual’ Bubblekid, Amsterdam 2015.
- ‘We think it’s truly truly wonderful and sweet that you made so much effort to come and look at our honest attempt to bring you a little comfort in this sad sad world…’ Twente Biënnale, Enschede 2015.
- ‘Oh my sweet terror’ matter .of material, Amsterdam 2014.
- ‘Arrrgh Monsters in de mode’ Centraal Museum, Utrecht 2013.
- ‘Talking Textiles’ OBA, Amsterdam 2013.
- ‘Couture Graphique’ Moti, Breda 2013.
- ‘Arrrgh monstres de mode’ La Gaîté Lyrique, Paris 2013.
- ‘Dutch Paradox’, regard sur le Design Néerlandais La Gaîté Lyrique, Parijs 2012
- ‘De slang, goddelijk en griezelig’ Afrika Museum, Nijmegen 2012.
- ‘Live Painting Performance + Art exhibition’ WALL shop, Tokyo 2012.
- ‘Fashion Loves Art exhibition’ Gemeentemuseum, Den Haag 2011.
- ‘Salon/2 Bas Kosters x Esther de Groot’ Droog, Amsterdam 2011.
- ‘Arrrgh! Monsters in Fashion exhibition’ Benaki Museum, Athene 2011.
- ‘Fur-Free Exhibition’ Tropenmuseum, Amsterdam 2011.
- ‘Voici Paris’ Gemeentemuseum, Den haag 2010.
- ‘Inner World exhibition’ Gallery Majke Hüsstege, Den Bosch 2008.
- ‘Rubbish’ CBKG, Apeldoorn 2008.
- ‘RRRRRP Paper Fashion’, Athene 2007.
- ‘Fashion NL’ Gemeentemuseun, Den haag 2006.
- ‘Live painting performance + exhibition Paintings’ Genius Jones store, Miami 2006.
- ‘Dutch at the edge of design’ Fashion Institute of Technology New York 2005.
- ‘Bugaboo installation ‘Stretching Boundaries’ Dutch Touch NY’ Diane von Furstenberg Gallery, New York 2005.
- ‘Solo-exhibition Bas Kosters Studio’ Go Fish Gallery, New York 2005.
- ‘Soft Summer Solstice’ Suzanne Biederberg Gallery Amsterdam 2004.
- ‘Mode 50 Ode’ Gemeentemuseum, Arnhem 2004.

## Modecollecties
- 2000: Parade
- 2001: Containerkoninginnen
- 2003: Two teacups and a fryingpan
- 2006: Dans les rues d’Amsterdam
- 2007: Le Salon Explosif
- 2008: Mini Dance Collection
- 2009: Freedom-collection

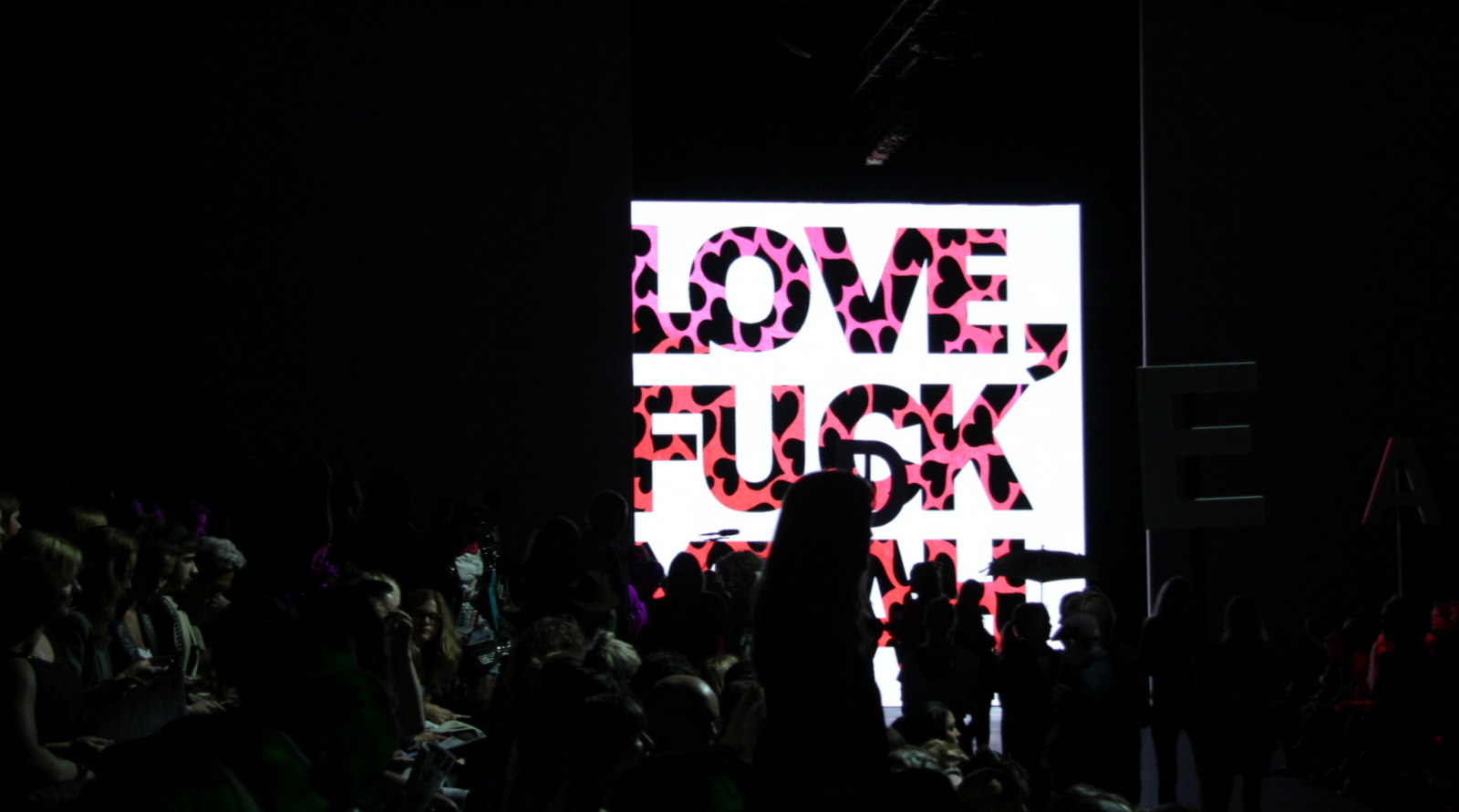
Modeshow LOVE “FUCK YEAH” in 2012

- 2010: Living Too Hard Pret a Porter, herfst-/wintercollectie
- 2011: Par-Tea collection, lente-/zomercollectie
- 2011: Fashion Mutant Pret a Porter, herfst-/wintercollectie
- 2012: That puts the ‘U’ in Ugly, lente-/zomercollectie
- 2012: 12Tree, herfst-/wintercollectie
- 2012: LOVE “FUCK YEAH”, lente-/zomercollectie
- 2013: The Rebellious Shadow, herfst-/wintercollectie
- 2014: The Munchies, lente-/zomercollectie
- 2014: Clowns are people too, herfst-/wintercollectie
- 2017: My Paper Crown
- 2018: Dear sir/madam: HOPE

## Publicaties
- 2011 t/m 2015: Extra Kak Magazine.
- 2015: A Gift – Book Permanent State of Confusion. ISBN 978-90-90288-10-9
- 2016: I want it to be soft – The journey of Bas Kosters. ISBN 9789072861573
- 2019: Looking for map of magic place.
- 2021: Burst.
- 2022: 100MJ. ISBN 9789083235905

## Prijzen
- 2003: Robijn Fashion Award vakjuryprijs
- 2009: Dutch Fashion Incubator Award, Dutch Fashion Awards
- 2010: Dutch Fashion International Incubator Award, Dutch Fashion Awards
- 2018: Prins Bernhard Cultuurfonds Mode Stipendium[2]